# Heterolebes maculosus
Heterolebes maculosus är en plattmaskart. Heterolebes maculosus ingår i släktet Heterolebes och familjen Opistholebetidae. Inga underarter finns listade i Catalogue of Life.